# Brutale Exzesse – Skandal in der Navy
| Figur              | Darsteller     | Deutscher Sprecher   |
| ------------------ | -------------- | -------------------- |
| Lt. Paula Coughlin | Gail O’Grady   | Heidrun Bartholomäus |
| Barbara Pope       | Bess Armstrong | Liane Rudolph        |
| Admiral Kelso      | Hal Holbrook   | Hermann Ebeling      |
| Admiral Snyder     | Rip Torn       | Ulrich Voß           |
| Admiral Williams   | Robert Urich   | Helmut Gauß          |
| Paulas Vater       | Matt Clark     | Jochen Schröder      |
| Rena Coughlin      | Sheila Larken  | Sonja Deutsch        |

Brutale Exzesse – Skandal in der Navy (Originaltitel She Stood Alone: The Tailhook Scandal; Alternativtitel Skandal in der Navy – Eine Frau klagt an) ist ein Fernsehdrama aus dem Jahr 1995 von Larry Shaw mit Gail O’Grady in der Hauptrolle. Die deutsche Synchronisation stammt von der Berliner FFS Film- & Fernseh-Synchron mit Dialogbuch und -regie von Frank Turba.
Vorlage war der Tailhook-Skandal aus den Jahren 1991/1992: Sexueller Ausschreitungen auf dem überwiegend von Marinefliegern besuchten 35. Tailhook-Symposium vom 5.–8. September 1991 in Las Vegas lösten eine politische Affäre in den USA aus. Lt. Paula Coughlin war dabei das bekannteste Opfer, weil sie es an die Öffentlichkeit brachte.

## Handlung
Offizierin Paula Coughlin ist eine Pilotin der Navy und trägt ihre Uniform voller Stolz. Als sie aber meldet, dass Kollegen sie im betrunkenen Zustand fast vergewaltigt haben, findet sie kein Gehör. Eine entsprechende interne Ermittlung vertuscht sogar den Vorfall. Wütend wendet sie sich an die Presse. Barbara Pope greift deswegen im Auftrag der Regierung ein und im Laufe ihrer Untersuchungen wird klar, dass Frauen systematisch von Zeit zu Zeit so behandelt werden, weil sie nicht willkommen sind. Im schlimmsten Fall betrachtet man dort sogar solche Vorfälle nur als Kavaliersdelikte,  wobei die Frauen, die Opfer dieser Handlungen werden, schweigen, weil sie Angst haben von der Navy deswegen entfernt zu werden.
Die Untersuchungen entwickeln sich folglich zu einem handfesten, öffentlichen Skandal, in der mehrere Admiräle sogar den Hut nehmen müssen, weil sie nichts dagegen unternahmen. Die Navy wird aufgrund des Skandals hinsichtlich der Behandlung der Frauen reformiert, aber Paula bekommt keine Gerechtigkeit wegen des Geschehnisses und wird aufgrund ihrer Meldung so sehr drangsaliert, dass sie die Navy verlassen muss. Dennoch ist ihr Vater stolz auf sie für das, was sie getan hat und insgeheim wird sie von den Frauen in der Navy für ihren Mut sogar bewundert.

## Kritik
„Geglückte Balance: aufklärend und fesselnd; Der Film nach dem ‚Tailhook-Skandal‘ von 1991 besitzt mehr Tiefe, als der Reißer-Titel vermittelt.“

„Drama um sexuelle Belästigung am Arbeitsplatz und die Mentalität einer Männergesellschaft, die solche Vorfälle als Kavaliersdelikte abtut.“

„Gail O’Grady bietet eine unterhaltsame, nahezu vollkommene Vorstellung als Lt. Paula Coughlin[,] während sie einem durchschnittlichen, Quoten-optimierten Fernsehfilm vorsteht.“